# وادي التين
وادي التين هو أحد الروافد الرئيسية لنهر اسكندر الكبير، يمتد مسار الوادي عبر مجموعة من القرى الفلسطينية وصولًا إلى مدينة طولكرم، ثم إسرائيل، حيث يلتقي الوادي هناك بنهر اسكندر، ليصب بعدها في البحر الأبيض المتوسط.

## مسار الوادي
ينبع وادي التين من الجبال والتلال المحيطة بعدة قرى فلسطينية منها حوارة وقوصين وكفر قدوم وغيرها، ثم يسير نحو بيت ليد وسفارين وصولاً إلى مدينة طولكرم، حيث يصل للجدار الإسرائيلي في المدينة، ويقطع الحدود مع إسرائيل، ويلتقي هناك بنهر اسكندر الكبير، ليصب في البحر الأبيض المتوسط.

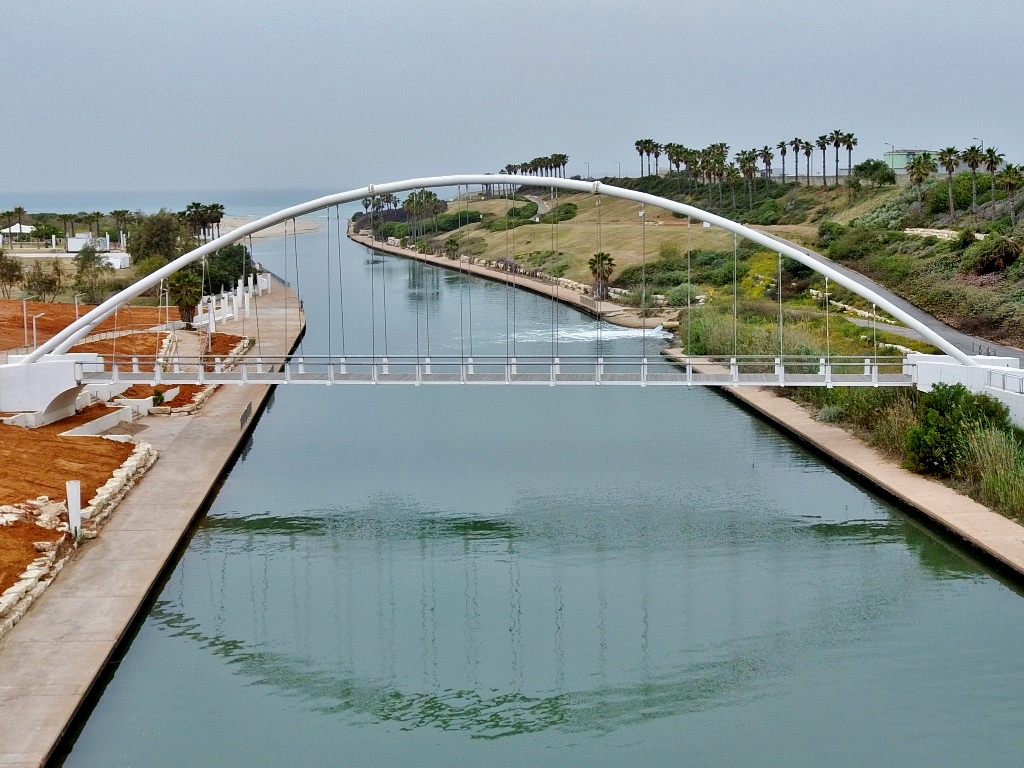
نهر اسكندر وهو يصب في البحر المتوسط بعد التقائه مع وادي التين

## أحداث
- في 8 يناير 2013، أدت فيضانات وادي التين ووادي الزومر إلى غرق عدة أحياء في مدينة طولكرم،[3] كما أدى فيضان وادي التين إلى تضرر «جسر وادي التين» الرئيسي في المدينة،[4] كما قتل ثلاثة فلسطينيين في محافظة طولكرم غرقًا جراء هذه الفيضانات.[1]